# クーデレ
クーデレは、「クール」に「デレデレ」の略から作られた造語で、初見ではクールで近寄りがたいものの、打ち解けていくうちに好意的な態度、いわゆる「デレデレした態度」をとるタイプのことを指す言葉である。「ツンデレ」の派生語。
クーデレのキャラクターは感情表現が苦手なキャラクターや、口数が少ないため、感情を表現するのが苦手だったりするキャラクターに多いとされている。特定の人物にはデレデレした態度をとるものの、その他の人間に対してはクールな姿勢を貫く場合や、相手が好きであることがバレるのが恥ずかしいため、あえてクールな態度を取る場合も「クーデレ」とされることがある。

## クーデレの解釈
大東文化大学の教授である冨樫純一は、「ツンデレ表現を全く使用しないツンデレキャラクターが『クーデレ』に分類されるのではないか」と考察している。。
『現代用語の基礎知識2007』内の記述によれば、「素直クールはツンデレと正反対の属性として命名された。しかしながら、ツンデレ同様、完全な定義というものは存在しない。」とされている。すなわち「素直クール」とは「素直に愛情表現をするクールなキャラ」のことである。「クーデレ」はもともと「素直クール」の異称として作られた言葉だったが、次第に意味が変化して「素直クール」とは別物と見なされるようになった。

## 作品での使用・登場

### 「クーデレ」が作品名に使われているケース
- ふか田さめたろうのライトノベル『やたらと察しのいい俺は、毒舌クーデレ美少女の小さなデレも見逃さずにぐいぐいいく』[7]
- 雪仁のライトノベル『隣のクーデレラを甘やかしたら、ウチの合鍵を渡すことになった』[8]
- 桐刻のライトノベル『クーデレすぎる未来の嫁の面倒な7日間』[9]

### クーデレキャラクターの例
- 『ウィッチクラフトワークス』の火々里綾火[3]
- 『Fate/stay night』のセイバー[3]
- 『ダンガンロンパ』の霧切響子[3]
- 『やはり俺の青春ラブコメはまちがっている。』の雪ノ下雪乃[3]
- 『DARKER THAN BLACK -黒の契約者』の銀[3]
- 『Angel Beats!』の立華かなで[3]
- 『テイルズ オブ ジ アビス』のティア・グランツ[3]
- 『犬夜叉』の殺生丸[10]
- 『名探偵コナン』の灰原哀[11]
- 『やたらと察しのいい俺は、毒舌クーデレ美少女の小さなデレも見逃さずにぐいぐいいく』の白金小雪[12]
- 『ぐらんぶる』の千紗[13]
- 『ありふれた職業で世界最強』のユエ[14]